# ボラー連邦の戦闘艦
ボラー連邦の戦闘艦（ボラーれんぽうのせんとうかん）は、アニメ『宇宙戦艦ヤマトIII』『宇宙戦艦ヤマト2205 新たなる旅立ち』に登場するボラー連邦の戦闘艦。

## 概要
格納式の武装と青紫色の艦体色が特徴。第23話におけるスカラゲック海峡星団でのヤマトとの交戦時の戦闘描写において、艦表面には無数の細かい凹凸があり、溝に隠れるように多数の対空火器が備えられているのがわかる。旗艦は例外もあるが、赤く塗装されている。主砲は艦首方向に集中配置されているが、副砲や対空砲はその限りではない。
細かい全長設定などはなく、ボラー艦同士の簡単な寸法対比図があるのみ。
デザインは当初、商品企画会社のサブマリンが担当しており、直線的な板橋克己のガルマン・ガミラスメカとは対照的な曲線主体のデザインとなっていた。サブマリンは「ヤマトやガルマンメカのデザインがシャープな線を基本とするのに対し、ボラーメカのデザインは直線の中に曲線を追求して出来た、直線と曲線の融合点にある」と述べている。
しかし、ガルマン・ガミラスメカのデザインが一段落した2クール目頃から板橋がボラー連邦のメカデザインも担当するようになった。そのため、後半に登場したデストロイヤー艦やハーキンス艦などは直線的なラインになっている。
松本零士や出渕裕が描いたボラー戦艦のラフ稿も存在していたが、採用はされなかった。
『宇宙戦艦ヤマト2205』では、明貴美加によってリデザインされている。最初から明貴に決まっていたわけではなく、誰が担当するかまだ決まっていない段階で、明貴が参考資料のつもりでボラー艦のラフ画を描いた結果、それがほぼそのまま採用される形になった。このような経緯のため、特定の艦をリデザインしているわけではなく、原典のボラー艦それぞれから特徴を抜き出し、それを総括する形でデザインされている。
特徴として、兵装が格納式（『隠顕式』と呼称）という点はオリジナルのままだが、本作では旋回可能となっている。推定ではあるが、船体に兵装を格納するのは星間物質が濃密な空間を航行するためであるという設定。カラーリングに関しては、統一感のあったガミラスやガトランティスとは異なり、紫〜青系統の艦体に白いラインがアクセントとして入っているという共通点は見られるものの、艦級によって色味はかなり異なっている。また、『2205』時点では正式名称不明とされており、「航宙母艦」「戦艦A型・B型」という単純な名称で紹介されている。なお、艦級名称に地名が用いられることはなく、「愛国心」「英雄的な行動」などを由来としていると設定されている。

## 戦艦（Aタイプ）
デザイン担当はサブマリン。
ボラー連邦が保有する中でも主力・中核となる戦艦。同連邦艦の中では最もポピュラーな量産型宇宙戦闘艦であり、本国の主力艦隊から属国の艦隊に至るまで、同連邦に属する宇宙艦隊にはかならずと言っていいほど配備されている。
公式にもA・Bタイプと呼称され、「何々級」といった正式な艦型名称は存在しない。全長は寸法対比図の中では最も小型の部類に入っている。

Bタイプとは異なり、先端部が尖っている。艦首部の大型伸縮式主砲（ボラー砲）や上甲板の格納式砲塔が主武装である。また、格納式砲塔の両側には、格納式の対空砲が計6基装備されている。太く短めな艦体の後端に小型で簡単な構造の艦橋構造物を配置し、その前に格納式砲塔を数基並べるという、ボラー戦艦の基本型ともいえる艦型である。

## 戦艦（Bタイプ）
デザイン担当はサブマリン。
ボラー戦艦の別バリエーション。詳細な大きさの設定は存在しないが、大まかな艦型対比図ではAタイプより二回り以上大きく、図に描かれている内ではバルコム艦と並んで最大級のサイズとなっている。劇中での描写はまちまちで、第3話ではガルマン帝国の駆逐艦とほぼ同一のサイズ、第12話ではヤマトよりやや小型に描かれている一方で、第13話でベムラーゼ艦隊の本艦が大型ミサイルを発射したシーンでは、本艦の半分程度しかないミサイルのサイズがヤマトに匹敵するものになっている。

Aタイプとは異なり、先端部が平らである。Aタイプと比べ、角が丸みをおびたデザインをしている。砲身付きの格納式主砲2基のほか、舷側方向に向かって発砲出来る格納砲を計6基有する。さらに下部先端に船体の約半分ものサイズの大型ミサイルも搭載している。

## ラジェンドラ号
デザイン担当はサブマリン。
ボラー連邦の属国であり、流刑地でもあるバジウド星系第4惑星バース星の艦隊旗艦を務める大型戦艦。艦長はラム。滑らかな曲線を多用した艦体ラインを持ち、比較的小型で後端に設置された艦橋、その前の格納式砲塔など、その外観はボラー連邦の戦闘艦の基本型とも言える。同型艦は見当たらない。
艦名の由来は第1作『宇宙戦艦ヤマト』の企画書段階での侵略者ラジェンドラ星人からの流用。
劇中では第2話から第6話まで登場。物語冒頭において、友軍艦隊を引き連れダゴン率いるガルマン・ガミラス帝国東部方面軍第18機甲艦隊と交戦。壊滅した艦隊の中から単身、満身創痍のままワープで地球連邦勢力圏内に逃れてくる。ここで第二の地球探しに発進したヤマトと遭遇する。藤堂平九郎の許しを得て、海王星の宇宙船ドックで武器弾薬補給以外の艦体修理と食料の補給を受ける。これは全作品（リメイク版は除く）中において、他勢力の戦闘艦艇が、公に地球の領域内で補給・修理を受けた唯一の例である。ダゴン艦隊がラジェンドラ号を追うように続けて出現したため、ヤマトとコスモタイガーIIは応急修理を終えたラジェンドラ号を公海まで護衛するが、ダゴン艦隊はラジェンドラ号がワープ準備に入ったのを見て、地球連邦の勢力圏内で攻撃を開始する。またヤマトに対しても攻撃が始まり交戦状態に入る。この戦いにおいてラジェンドラ号はすぐにワープをすれば戦線から逃れる事も可能であったが、自分たちのために戦っているヤマトを残して立ち去ることを潔しとはせず、その場に踏みとどまり続け撃沈される。なお、この時点では地球とガルマン帝国は本格的な交戦状態には突入していなかったが、この一件が地球が星間戦争に巻き込まれてしまう直接的な要因となってしまった。

なお、むらかわみちおによる『宇宙戦艦ヤマト2199』のコミカライズ第5巻（KADOKAWA、2014年7月、ISBN 978-4-04-101899-6）pp. 37-38において、本艦に酷似した艦艇が次元断層内の漂流艦として登場している。

## ハーキンス艦
デザイン担当は板橋克己。
ボラー連邦の第8親衛打撃艦隊司令ハーキンスが座乗する大型戦艦。直方体に近い主艦体と、その下にある円盤型の艦体から構成される。艦首と甲板上に各1門ずつ計2門の大口径砲をはじめ、6基の主砲と30門近いミサイル発射管という強力な武装を備え、単純に搭載武装の数でいうならば、ゴルサコフ艦やラジェンドラ号などを上回る。
劇中では、第23話において主力艦隊の先陣である前衛艦隊の旗艦として登場。ルダの引き渡しを要求するべく艦隊を引き連れてヤマトに接触するが、要求が拒否されるとそのまま交戦に突入。しかし、そこにデスラーの死守命令を受けたグスタフ率いるガルマン・ガミラス帝国艦隊が乱入し、ハーキンス艦はグスタフ艦の特攻を受けて爆沈する。

なお、艦名は資料によっては「バイオン号」と表記されている。

## バルコム艦
デザイン担当はサブマリン。
ボラー連邦第1主力艦隊指令バルコムが座乗する大型戦艦。艦橋前部に2門の伸縮式の砲を装備し、左右両舷には大型ミサイル発射口2門を備える。艦首部分の横長の開口部は艦載機発進口であり、戦艦としてだけではなく、空母としての運用も可能。やや平面的で平べったい深海魚のような艦体をしているのが特徴であり、この艦型は同国の艦としては戦艦よりも空母に近い。艦の大きさについては、非常に大まかな対比表があるだけで具体的な数値までは存在しない。しかし、その対比表では戦艦Bタイプとともに最大級となっている（ただしデザイナーが異なるハーキンス艦やゴルサコフ艦は図に含まれていない）。
他のボラー連邦の艦隊旗艦とは異なり、色が赤くない。
第23話で第1・第2主力艦隊の旗艦として、スカラゲック海峡星団においてヤマトと対峙する。しかし、目立った活躍を見せぬまま、ヤマトの反撃によって轟沈した。

なお、バルコムの座乗艦以外にも同型艦が多数建造されており、本国艦隊のみならず、第3話ではバース星のような属国の艦隊でもその姿を見ることができる。

## ゴルサコフ艦
デザイン担当は板橋克己。
ボラー連邦総参謀長ゴルサコフが座乗する大型戦艦。艦橋前部に1門の横長の大口径砲を装備、3基の主砲と多数のミサイル発射管を備える。艦橋構造物に特徴があり、横に広がったその外観を持つ。また、主推進ノズルの周囲に太いパイプ類がむき出しとなっている。

ゴルサコフ自身が前線に出て戦うことが第24話まで無かったため、本艦の劇中での出番も第24話のみである。ヤマトおよび、デスラー率いるガルマン・ガミラス艦隊を追尾し、僚艦を引き連れて異次元空間に侵入。シャルバート星空域にてヤマト、デスラー艦隊と戦うが、戦法は航空機による空襲に終始したため、本艦自体の戦闘シーンは皆無である。最後はハイパーデスラー砲によって、率いる艦隊もろとも消滅する。

## ベムラーゼ艦
首相ベムラーゼの座乗艦。デザイン担当は板橋克己。
第13話でベムラーゼがバース星を訪問する際に使用されている。板状の格納式砲塔を4基備えた紡錘形の大型艦だが、攻撃より防御力優先の指揮用戦艦だと思われ、規模に対して武装は少ない。エンジンは単発。艦橋は小型の物が艦尾にあって塗装は赤系。
設定では艦載機の運用能力があって大型の連絡艇を搭載しているが、発進や収納の描写がなかったため、格納場所などは不明である。また、艦内には大型の会議室があり、バース星への航行中、ベムラーゼ首相は閣僚を揃えて対ガルマンの作戦会議を行っていた。麾下の艦隊に命令を下しただけで、直接戦闘には参加しなかった。

## デストロイヤー艦
デザイン担当は板橋克己。
ボラー連邦が保有する宇宙戦闘艦。丸みを帯びた深海魚的な同国の艦艇とは異なり、細長く鋭角的でスマートな艦体を持つ。艦体色はブルー。
艦橋構造物はハーキンス艦に酷似する。全長に関する公式設定は不明だが、第23話劇中ではガルマン・ガミラス帝国の大型戦闘艦（全長500メートルクラス）とほぼ同じ大きさに描かれている。装甲の耐久性も高く、第19話では弱点である甲板上のスペースロックVLSを攻撃されるまで、コスモタイガーのミサイル攻撃があまり通用せず、第23話ではヤマトの主砲を最初の1発は弾いている描写もある。なお、バンダイifシリーズのSLG『宇宙戦艦ヤマト』では、本艦の艦種は「C」（巡洋艦＝クルーザー）に分類されていた。
前部甲板上に、ソビエト型VLSに似た形状の発射装置を持つ大型自己誘導魚雷スペースロックを装備している。ビーム兵器は艦首部分に備え、他のボラー連邦の艦艇と同様、前方固定集中形式を踏襲している。また、艦首とスペースロック発射管の間のくぼんだ部分には、爆雷発射口を計8門備えている。

初登場はストーリー末期の第19話で、第8親衛打撃艦隊司令ハーキンスが乗り込み、惑星ファンタムへ向かう途中のヤマトを同型艦13隻からなる艦隊で襲撃する。第23話のスカラゲック海峡星団の戦いでは、再びハーキンス率いる前衛艦隊やバルコムの主力艦隊に多数登場。第25話における太陽系内の最終決戦時にも登場し、他のボラー艦艇と共に大艦隊を組んでヤマトに集中砲火を浴びせている。

## 大型空母
デザイン担当はサブマリン。
ボラー連邦の主力空母。左右にヒレを広げたような艦容を持ち、艦首に艦載機の発進口を有する。艦橋が艦最後尾に位置し、前方の甲板に砲塔を配置したボラー艦に多く見られる特徴を持つ。艦隊旗艦として運用されることもあり、その際は艦体が赤く塗装されている。
なお、劇中では砲雷撃戦の描写しかなく、艦載機を発艦させているシーンはない。

## ガノンダ型航宙母艦（リメイクアニメ）
『宇宙戦艦ヤマト2205 新たなる旅立ち』『ヤマトよ永遠に REBEL3199』に登場する。デザイン担当は明貴美加。
『3199』において艦級名が設定された。
ボラー連邦の主力航宙母艦。艦隊旗艦として運用されることが多い。永久管理機構の28号計画で建造され、就役した。クロトガ型標準戦艦、アマンガ型ミサイル戦艦よりも後に計画されている。ガノンダはボラー語で「愛国心」を意味する。
クロトガ型・アマンガ型同様、『ヤマトIII』での3種類の空母（大型空母・戦闘空母・バルコム艦）から明貴の印象に残っている要素を抽出したデザインとなってる。全体像は大型空母のデザインを踏襲しているが、艦尾側に艦載機の着艦口が設けられ、全通甲板となっている。また、飛行甲板部分が赤く発光している。艦体色は薄紫色で、白いラインが入っている。

『2205』ではガルマン星の大聖堂上空に1隻が鎮座していたが、ボラー艦隊を壊滅させたガミラス艦隊に包囲される。その後、追放されるようにガルマン星から退去する。
『3199』では地球への領海侵犯を行う、辺境巡視艦隊584の旗艦であるラブロコフが登場する。艦名のラブロコフはボラー語で「栄誉を司る者（船）」を意味する。また、艦橋内の上部の後面にはボラー連邦の指導者であるベルム・フォン・ベムラーゼの肖像画が飾られている。

## クロトガ型標準戦艦（リメイクアニメ）
『宇宙戦艦ヤマト2205 新たなる旅立ち』『ヤマトよ永遠に REBEL3199』に登場する。デザイン担当は明貴美加。
『2205』時点では「戦艦A型」と呼称されていた戦艦。
永久管理機構が立案・実施した13号計画で就役した、安定した性能を持つ標準戦艦であり、半世紀以上前の計画で就役が開始された艦だが、傑作艦として現在でもボラー連邦を主力艦として建造が続けられ、第一線に配備されている。なお、建造時期により一部の艦は陽電子ビームの色に若干の差が存在する。
また、『「宇宙戦艦ヤマト」という時代_西暦2202年の選択』に登場する異星文明の宇宙船は、本艦とされている。火星に漂着した本艦の同型艦を、火星自治政府がこれを発見し、解析することで新型宇宙戦艦を建造した。後にこの技術は地球側も利用し、国連宇宙海軍の艦艇に大きな影響を及ぼした。
クロトガはボラー語で「英雄的な行動」を意味する。
デザインは戦艦Bタイプに似たシルエットをしている。艦体色は青紫で、白いラインが入っている。

『2205』では、ガルマン星上空で多数の艦が超ゲルバデス級航宙輸送艦を包囲していたが、超ゲルバデス級が引き起こした波動共鳴により機能不全に陥ったところをガミラス艦隊に襲撃されて壊滅。地上基地から増援として出撃しようとした艦も潜んでいた次元潜航艦のミサイル攻撃によって全滅した。

## アマンガ型ミサイル戦艦（リメイクアニメ）
『宇宙戦艦ヤマト2205 新たなる旅立ち』『ヤマトよ永遠に REBEL3199』に登場する。デザイン担当は明貴美加。
『2205』時点では「戦艦B型」と呼称されていた戦艦。
永久管理機構の立案実施した15号計画で、先の13号計画で進められていた「標準」型戦艦を支援する、高い攻撃力を持つ戦艦として建造された。クロトガ型標準戦艦同様、ボラー連邦の主力艦のひとつとして現在も配備され続けている。
運用されるミサイルは15号計画終了後も更新されており、後に建造された艦は初期に就役した艦と仕様に若干の違いが存在するとされる。
アマンガはボラー語で「大破壊」を意味する。
丸みのあるクロトガ型とは対照的に直線的で細身な箱型の形状をしている。青みがかった灰色の艦体色をしており、白いラインのほか、艦首と舷側に赤いアクセントがある。

『2205』では、クロトガ型と同様、ガルマン星上空で超ゲルバデス級航宙輸送艦を包囲していたが、超ゲルバデス級が引き起こした波動共鳴により機能不全に陥ったところをガミラス艦隊に襲撃されて壊滅。地上基地から増援として出撃しようとした艦も潜んでいた次元潜航艦のミサイル攻撃によって全滅した。